# Salto de Pirapora
Salto de Pirapora este un oraș în São Paulo (SP), Brazilia.